# Daisy Pirovano
Daisy Pirovano (Romano di Lombardia, 19 dicembre 1977) è una politica italiana, senatrice per la Lega dal 2018.

## Biografia
Figlia dell'ex presidente della provincia di Bergamo Ettore Pietro Pirovano; vive a Misano di Gera d'Adda (Bergamo). 

### Attività politica
Iscritta alla Lega Nord, nel 2009 viene eletta sindaco di Misano di Gera d'Adda, ottenendo il 50,03%; viene confermata in tale carica anche nel 2014, con il 100% dei voti, in quanto unica candidata alla carica di Sindaco, e nel 2019. Perde le elezioni amministrative del 2024, quando la sua lista raggiunge il 44,71% dei voti, venendo superata da quella del candidato Ivan Mario Tassi che raccoglie il 55,29% delle preferenze. 

#### Elezione a senatore
Dopo essere stata candidata e non eletta alla Camera alle elezioni del 2013 nella circoscrizione Lombardia 2, alle elezioni politiche del 2018 viene eletta al Senato della Repubblica nelle liste della Lega nel Collegio plurinominale Lombardia - 02.
Dal 15 aprile 2021 è vicepresidente della commissione straordinaria per il contrasto dei fenomeni di intolleranza, razzismo, antisemitismo e istigazione all'odio e alla violenza.
Alle elezioni politiche del 2022 viene ricandidata al Senato nel collegio uninominale Lombardia - 07 (Bergamo) per il centrodestra e, nelle liste della Lega, nei collegi plurinominali Lombardia - 03 (seconda posizione) e Lombardia - 01 (terza).
Verrà eletta all'uninominale con il 55,24%, più del doppio rispetto al candidato del centro-sinistra Giacomo Angeloni (24,16%) e a quello di Azione - Italia Viva Andrea Moltrasio (10,22%).